# Lista över fornlämningar i Falkenbergs kommun (Gällared)
Lista över fornlämningar i Falkenbergs kommun (Gällared) är en förteckning av ett urval av de fornlämningar som finns i Gällared i Falkenbergs kommun.
| Namn          | Lämningstyp                 | Tillkomsttid | Historisk indelning | Plats | Läge                 | ID-nr          | Bild                                 |
| ------------- | --------------------------- | ------------ | ------------------- | ----- | -------------------- | -------------- | ------------------------------------ |
| Gällared 4:1  | Röse                        |              | Gällared, Halland   |       | 57.104018, 12.773295 | 10145300040001 | Ladda upp en bild av detta fornminne |
| Gällared 6:1  | Stensättning                |              | Gällared, Halland   |       | 57.103026, 12.773973 | 10145300060001 | Ladda upp en bild av detta fornminne |
| Gällared 7:1  | Stensättning                |              | Gällared, Halland   |       | 57.102605, 12.778920 | 10145300070001 | Ladda upp en bild av detta fornminne |
| Gällared 7:2  | Stensättning                |              | Gällared, Halland   |       | 57.102454, 12.778893 | 10145300070002 | Ladda upp en bild av detta fornminne |
| Gällared 8:1  | Stensättning                |              | Gällared, Halland   |       | 57.102679, 12.777765 | 10145300080001 | Ladda upp en bild av detta fornminne |
| Gällared 8:2  | Stensättning                |              | Gällared, Halland   |       | 57.102761, 12.777887 | 10145300080002 | Ladda upp en bild av detta fornminne |
| Gällared 8:3  | Stensättning                |              | Gällared, Halland   |       | 57.102551, 12.777701 | 10145300080003 | Ladda upp en bild av detta fornminne |
| Gällared 9:1  | Stensättning                |              | Gällared, Halland   |       | 57.092212, 12.833665 | 10145300090001 | Ladda upp en bild av detta fornminne |
| Gällared 11:1 | Stenkrets                   |              | Gällared, Halland   |       | 57.102746, 12.826722 | 10145300110001 | Ladda upp en bild av detta fornminne |
| Gällared 11:2 | Grav markerad av sten/block |              | Gällared, Halland   |       | 57.102769, 12.826965 | 10145300110002 | Ladda upp en bild av detta fornminne |
| Gällared 11:3 | Grav markerad av sten/block |              | Gällared, Halland   |       | 57.102702, 12.827248 | 10145300110003 | Ladda upp en bild av detta fornminne |
| Gällared 11:4 | Grav markerad av sten/block |              | Gällared, Halland   |       | 57.102786, 12.827238 | 10145300110004 | Ladda upp en bild av detta fornminne |
| Gällared 15:1 | Stenkrets                   |              | Gällared, Halland   |       | 57.101777, 12.835545 | 10145300150001 | Ladda upp en bild av detta fornminne |
| Gällared 15:2 | Stensättning                |              | Gällared, Halland   |       | 57.101885, 12.835880 | 10145300150002 | Ladda upp en bild av detta fornminne |
| Gällared 15:3 | Stensättning                |              | Gällared, Halland   |       | 57.101845, 12.836182 | 10145300150003 | Ladda upp en bild av detta fornminne |
| Gällared 16:1 | Stenkrets                   |              | Gällared, Halland   |       | 57.101821, 12.836958 | 10145300160001 | Ladda upp en bild av detta fornminne |
| Gällared 16:2 | Stensättning                |              | Gällared, Halland   |       | 57.101647, 12.836713 | 10145300160002 | Ladda upp en bild av detta fornminne |
| Gällared 16:3 | Stensättning                |              | Gällared, Halland   |       | 57.101649, 12.836931 | 10145300160003 | Ladda upp en bild av detta fornminne |
| Gällared 16:4 | Stensättning                |              | Gällared, Halland   |       | 57.101665, 12.837194 | 10145300160004 | Ladda upp en bild av detta fornminne |
| Gällared 17:1 | Stensättning                |              | Gällared, Halland   |       | 57.101355, 12.836357 | 10145300170001 | Ladda upp en bild av detta fornminne |
| Gällared 18:1 | Gravfält                    |              | Gällared, Halland   |       | 57.101207, 12.838902 | 10145300180001 | Ladda upp en bild av detta fornminne |
| Gällared 19:1 | Gravfält                    |              | Gällared, Halland   |       | 57.101402, 12.841042 | 10145300190001 | Ladda upp en bild av detta fornminne |
| Gällared 29:1 | Röse                        |              | Gällared, Halland   |       | 57.094346, 12.837226 | 10145300290001 | Ladda upp en bild av detta fornminne |
| Gällared 33:1 | Stensättning                |              | Gällared, Halland   |       | 57.102316, 12.824201 | 10145300330001 | Ladda upp en bild av detta fornminne |
| Gällared 47:1 | Stensättning                |              | Gällared, Halland   |       | 57.099171, 12.820310 | 10145300470001 | Ladda upp en bild av detta fornminne |
| Gällared 60:1 | Stensättning                |              | Gällared, Halland   |       | 57.102697, 12.769759 | 10145300600001 | Ladda upp en bild av detta fornminne |
| Gällared 60:2 | Stensättning                |              | Gällared, Halland   |       | 57.103027, 12.770346 | 10145300600002 | Ladda upp en bild av detta fornminne |
| Gällared 135  | Röse                        |              | Gällared, Halland   |       | 57.131869, 12.803306 | 12000000045580 | Ladda upp en bild av detta fornminne |